# Dr. Albert W. Wily
Dr. Albert W. Wily (Ｄｒ．アルバート・Ｗ・ワイリー?) es el antagonista principal de La Saga Clásica de Mega Man, apareciendo en cada uno de los juegos de la misma aunque no siempre como el jefe final, además de ser una de las piedras angulares en La Saga X de Mega Man. Su diseño está basado en el estereotipo de científico malvado y loco el cual su deseo es conquistar el mundo construyendo varios robots. Su legado no se centraría solo como el villano de la Saga Clásica sino que continuaría hasta el siguiente siglo. Mucho después de la muerte de su cuerpo consciente, su maldad y locura es aun vista en la amenaza Maverick del año 21XX.
Su nombre completo es Doctor Albert Weil Wily y en el manual de Mega Man & Bass se revela que tiene 57 años de edad.

## Historia y Cronología

### Trasfondo
El Dr. Wily fue una vez el colega del Dr. Light en la Universidad Robert de Tecnología, sin embargo se volvió su rival durante su vida profesional. Wily y Light crearon muchos robots, siendo responsables de grandes avances en el campo de la robótica. Aunque Wily ganaba muchos galardones, él era consciente de ser opacado por el Dr. Light y esto hirió su orgullo. Cansado de ser relegado por el Dr. Light, él se mudó al Océano Pacífico y creó una planta manufacturadora de robots donde trabajaría en su proyecto de la conquista mundial. Wily desapareció por un largo tiempo.
Mientras tanto, el Dr. Light construía a Proto Man, el primer robot humanoide con sentimientos, pero Proto Man tenía un defecto en su Reactor Solar, y dejó el Laboratorio del Dr. Light por miedo a ser cambiado, vagando por el mundo. El Dr. Wily encontró a Proto Man (presumiblemente hallado inconsciente o en mal estado) otorgándole un nuevo núcleo de energía y equipo adicional. Desafortunadamente, Proto Man aún mantenía defectos en su reactor (siendo disfrazado de Break Man, colabora con el Dr. Wily en los eventos de Mega Man 3). Luego de un tiempo desconocido. El Dr. Wily retomó su plan para la conquista del mundo al robar y reprogramar a los seis robots industriales del Dr. Light.
- Mega Man (NES - 1987): Durante los eventos de Mega Man, el Dr. Wily utiliza a los robots del Dr. Light para conquistar el mundo. Uno de los robots del Dr. Light, el cual el Dr. Wily no reprogramó por no ver potencial en él, se sometió a una transformación y convertirse en el super robot Mega Man, para acabar con las malvadas ambiciones del Dr. Wily. Mega Man detiene a los robots del Dr. Wily. Mega Man va a La Planta Manufacturadora de Robots de Wily, donde los otros robots del Dr. Wily no son lo suficientemente eficientes, mientras el Dr. Wily fabrica su vehículo de batalla, referido como Wily Máquina, como una última medida de derrotar a Mega Man. Una vez concluido, Mega Man consigue derrotar al Dr. Wily y detiene sus ambiciones por 1º vez.

- Mega Man 2 (NES - 1988): Los eventos de Mega Man 2 se basan en el regreso del Dr. Wily para conseguir su venganza, en esta ocasión construyendo sus propios robots, 8 robots basados en los diseños de los robots del Dr. Light que él reprogramó. Esta vez el Dr. Wily sabía que enfrentar a Mega Man sería inevitable, por ello tomó mucho más tiempo en construir sus vehículos de batalla refugiándose en una fortaleza que él mismo creó, una base secreta referida como Wily Castillo, pero sus planes vuelven a fallar a consecuencia de la participación de Mega Man.

- Mega Man: Dr. Wily's Revenge (GB - 1990): El Dr. Wily reprograma nuevamente en secreto a 4 robots del Dr. Light. El Dr. Wily construye una nueva fortaleza ubicada en el espacio exterior, referida como Wily Estación, donde se hallaban 4 de los robots que el Dr. Wily utilizó en Mega Man 2. Un nuevo modelo de robot, Enker, es creado por el Dr. Wily para destruir exclusivamente a Mega Man. Es entonces, que Mega Man vuelve a detener sus ambiciones, tras destruir su estación espacial, y el Dr. Wily se vuelve a resignar a regresar a la Tierra.

- Mega Man 3 (NES - 1990): El Dr. Wily pretende haberse rectificado y ayuda al Dr. Light en la construcción de Gamma, un gigantesco robot que traería la paz al mundo, pero para concluir el proyecto necesitan de 8 Elementos de Energía. El Dr. Wily y el Dr. Light crean entonces a 8 nuevos robots para recolectar los elementos, pero el Dr. Wily secretamente reprogramó a los robots para enfrentarlos contra Mega Man, a la vez que crea 8 Doc Robots. Cuando Mega Man, junto a su compañero robot, Rush, intentan recuperar los elementos tomados por los robots, es el momento cuando el Dr. Wily roba a Gamma y los elementos de energía e intentaría destruir a Mega Man. El Dr. Wily se refugió en un nuevo Wily Castillo, al construir nuevos robots para evitar que Mega Man recuperé a Gamma. En el desenlace, Mega Man logra detener a Gamma, y un bloque del techo del Wily Castillo aplasta al Dr. Wily, supuestamente matándolo, pero su astronave puede ser vista a la distancia en la última escena del epílogo.

- Mega Man II (GB - 1991): El Dr. Wily roba la Espumadera del Tiempo del Instituto Cronos del Tiempo, una máquina del tiempo que le permite viajar en el tiempo, el Dr. Wily viaja al futuro donde halla a Mega Man como un robot doméstico, lo reprograma volviendoló el robot de batalla, Quint. El Dr. Wily se hallaba en un castillo bajo tierra, y Mega Man es enviado a recuperar la máquina del tiempo. El Dr. Wily busca detener a Mega Man con 4 de sus robots. Mega Man derrota a sus robots y se infiltra en su castillo, donde Wily lo recibé con otros 4 robots que utilizó en Mega Man 3, además de Quint. El Dr. Wily vuelve a refugiarse en su estación espacial cuando todos sus robots son derrotados, Mega Man lo alcanza y tras destruir su último vehículo de batalla, lo obliga a regresar a la Tierra al hacer estallar su nave espacial.

- Mega Man 4 (NES - 1991): El Dr. Wily había secuestrado a Kalinka, la hija del Dr. Cossack. El Dr. Cossack es obligado a utilizar sus robots en contra del Dr. Light y Mega Man. Sin embargo, en el medio de la batalla entre Mega Man y el Dr. Cossack, Proto Man se teletransporta con la hija del Dr. Cossack. La niña ruega a Mega Man que perdone a su padre y le explica que el Dr. Wily lo obligó a construir un ejército de robots. Con sus planes saboteados por la traición de Proto Man, el Dr. Wily sale de las sombras. El Dr. Wily volviendo a refugiarse en su nuevo Wily Castillo, es perseguido por Mega Man hasta su nueva ubicación, donde utilizaría a los robots de Cossack y sus propios robots. El Dr. Wily había trabajo en un nuevo vehículo de batalla, referido como Wily Cápsula, pero Mega Man termina poniéndole un alto a sus planes. El Dr. Wily una vez ya vencido, autodestruye su castillo y escapa en su astronave.

- Mega Man III (GB - 1992): El Dr. Wily ha maquinado un nuevo plan para someter al mundo entero, tomará el control de todas las Plataformas Petroleras ubicadas en las costas de todo el mundo. El Dr. Wily ha construido 4 estaciones donde 4 robots suyos custodiarían que sus planes se desenvuelvan correctamente. Mega Man es informado y detiene a los robots de Wily, persiguiéndolo a su nuevo castillo, donde se le tiende una trampa. El Dr. Wily vuelve a utilizar 4 robots de Mega Man 4 para terminar con Mega Man, mientras se refugia en su estación petrolera, donde creó un nuevo robot para exterminar a Mega Man, Punk. El Dr. Wily es hallado por Mega Man y lo obliga a pelear contra Punk, sin embargo, su robot es derrotado y el Dr. Wily debe desarrollar un último vehículo para acabar con Mega Man, pero sus planes vuelven a fallar una vez más. En un intento de escabullirse, su platillo volador desestabilizado termina hundiéndose en el mar.

- Mega Man 5 (NES - 1992): El Dr. Wily desea vengarse de Proto Man y el Dr. Light. Él crea a Dark Man, un robot con la habilidad de disfrazarse como Proto Man e inculparlo de sus crímenes. Dark Man secuestra al Dr. Light y confunde a Mega Man. El Dr. Wily construyó 8 robots para robar dinero y materiales para concluir a sus nuevos artefactos.

Desafortunadamente para el Dr. Wily, el verdadero Proto Man revela que el otro es falso, y Mega Man lo derrota. El Dr. Wily se ve obligado a escabullir a su nuevo castillo, donde el Dr. Light seguía secuestrado. Mega Man persigue al Dr. Wily hasta su nueva fortaleza, derrota al Dr. Wily y libera al Dr. Light, la inhabilitación del nuevo vehículo del Dr. Wily provoca el derrumbe de la fortaleza, Mega Man sostiene el techo evitando ser aplastado junto a los 2 científicos, y Wily escapa. Proto Man luego ayuda a Mega Man al Dr. Light a escapar.
- Mega Man IV (GB - 1993): Se ha celebrado la Exposición Anual de Robots, y el Dr. Wily al enterarse de que Mega Man y el Dr. Light asistirían, además de otros poderosos robots no pierde la oportunidad y con su platillo volador se dirige al evento con un control remoto que reprogramaría a todos los robots. Sin embargo, el control no es capaz de manipular a Mega Man, aun así el Dr. Wily no se rindió a sus ambiciones y envió a 4 de sus robots más poderosos por todo el mundo. Pero, sus 4 robots fueron derrotados por Mega Man, quien lo persiguió hasta su nueva Wily Estación, donde es hallado, pero el Dr. Wily había construido a su último modelo MKN, Ballade, quien lo ayuda a escapar.

El Dr. Wily había reconstruido a otros 4 de sus robots a los cuales distribuyó por toda su guarida para eliminar a Mega Man, y cuando todos ellos, al igual que Ballade, fallaron en su misión, el Dr. Wily no tuvo otra opción que destruir su base secreta y escapar hasta su nueva fortaleza espacial, el Wily Acorazado. Dentro de su Wily Acorazado, hasta donde Mega Man lo siguió también, el Dr. Wily había fabricado a su robot más poderoso, el Wily Robo Iron Golem, con el cual planeaba destruir a Mega Man. Nuevamente, Mega Man sale victorioso y el Dr. Wily se debe disculpar por todos los problemas que causó, pero gracias a una mochila-gancho que llevaba puesto puede escapar mientras estalla su Wily Acorazado.
- Mega Man 6 (NES - 1993): El Dr. Wily se disfraza bajo el seudónimo de Mr. X, un billonario que es dueño de la Fundación X. Como Mr. X, él realiza un torneo, referido como el "Primer Campeonato Mundial de Robots", donde se reunirían los robots más poderosos del mundo. Él reprograma a los ocho finalistas y los utiliza para conquistar el mundo. Refugiado en la sede de la Fundación X, es vencido por Mega Man, y Mr. X se revela como el Dr. Wily retirándose al nuevo Wily Castillo. Una vez más, el Dr. Wily utiliza sus robots y todos sus vehículos en contra de Mega Man, pero resulta ineficaz. Mega Man resulta victorioso y en esta ocasión el Dr. Wily no logra escapar. Mega Man entrega al Dr. Wily a la justicia. El Dr. Wily, debido a todos sus crímenes, es condenado a ir prisión.

### Otras Apariciones
- Es pilar fundamental en la saga X de Megaman al ser el creador de Zero (Se presume que este es un Bass modificado pero aún no es confirmado). En el Megaman X5, al llegar a la última pelea con Sigma, este hace mención a un científico que le ayudó a reconstruirse de su última pelea con los maverick hunters, científico que guarda un pasado de luchas con X (Haciendo alusión a Mega Man) y que quiere a Zero como a un hijo, siendo clara referencia al Dr. Wily. Sin embargo este no hace aparición física, ni es ningún momento se hace mención de su nombre como tal. Su logo aparece en el fondo del escenario de la lucha entre X y Zero.

- Wily ha aparecido en varios juegos que no son exactamente pertenecientes a los juegos Mega Man. Un claro ejemplo, son las series de Marvel vs Capcom (Donde aparece en el escenario basado en Mega Man) y Tatsunoko vs. Capcom: Ultimate All-Stars donde complementa la historia de los personajes relacionados con él.

## Curiosidades
- El primer nombre del Dr. Wily, Albert, es en honor al científico Albert Einstein; de la misma manera sucede con el Dr. Light, quien toma su primer nombre Tomas Alva Edison. Sin embargo, el Dr. Wily es el único que posee cierto parecido con su personaje base.[2]
- En el manual impreso de Mega Man 3, su nombre aparece erróneamente como Dr. Wiley. De hecho, en casi todos los manuales y juegos norteamericanos de la primera era de Mega Man (1-6) es llamado Dr. Wiley. Esto incluye los juegos licenciados.